# ميرآبه (مقاطعة غيلانغرب)
ميرآبه (بالفارسية: میرآبه) هي قرية تقع في منطقة مركزية ريفية في إيران. يقدر عدد سكانها بـ 314 نسمة بحسب إحصاء 2016.